# Tonalitätsdiamant
Ein Tonalitätsdiamant ist ein musiktheoretisches Diagramm. Das Diagramm ist hauptsächlich durch die Arbeit von Harry Partch bekannt. Es beschreibt die Beziehungen zwischen verschiedenen Tonarten in der Musik. Der Begriff „Diamant“ bezieht sich auf die geometrische Form, die entsteht, wenn man die Beziehungen zwischen den Tonarten auf einem Diagramm darstellt.

## Tonsystem
Das Tonsystem Harry Partchs gründet sich auf Hermann von Helmholtz’ Lehre von den Tonempfindungen, nach dessen Lektüre er das temperierte Tonsystem und den Dur-Moll-Dualismus ablehnte. Speziell kann man vielleicht auch von einer erweiterten Version des Tonalitätsdiamanten Max Meyers sprechen. Dieser „Diamant“ erzeugt auf seinen beiden diagonalen Achsen – so formulierte es Partch – „Otonalities“ und „Utonalities“: Otonalitäten (o='over', oder 'Dur') und Utonalitäten (u='under' oder 'Moll'). Diese „Otonalities“ und „Utonalities“ gehen aber über Dur und Moll hinaus, indem sie sowohl den 7., 9. als auch den 11. Naturton mit einbeziehen.
Partch geht aus von folgendem Netz von ganzzahligen Intervallen, wobei 1/1 den Grundton G seines Systems bezeichnet, 9/8 die große Sekunde A gemäß der naturreinen Stimmung, 5/4 die reine große Terz H (um ca. einen Zwölftelton tiefer als im temperierten System), 11/8 den 11. Naturton Cis (um ca. einen Viertelton tiefer), 3/2 die reine Quinte D (minimal höher), 7/4 die Natursept (um ca. einen Sechstelton tiefer) etc. Dies ist seine „Otonality“. Deren Werte sind in der Diagonale von links unten nach rechts oben abzulesen und beginnen auf jeweils anderen Werten, die auf der gegenläufigen Diagonale aufgetragen sind. Diese gegenläufige Diagonale von rechts unten nach links oben umfasst die Umkehrung der Werte und heißt bei Partch „Utonality“.

11-limit Tonalitätsdiamant

Um diese Zahlenverhältnisse (= Intervallverhältnisse zur „Identity“ 1/1, also unser Ton G) als Tonhöhenwerte in Cents umzurechnen, kann diese Formel benutzt werden:
Man dividiert die Zahlenwerte, bildet den Logarithmus (Basis 10, auf dem Taschenrechner „log“) und multipliziert mit 3986. So erhält man etwa für 11/10 den Centwert 165. Das Intervall 11/10 liegt also 165 Cent über G. Das ist ein Intervall zwischen einer kleinen und einer großen Sekunde. 11/10 ist wie ein 11. Naturton 11/8 über einem Grundton, der eine Naturterz 4/5 (Partch schreibt hier oktaviert 8/5) unter G liegt (siehe die Position auf dem Diamanten!), also 11/8 ⋅ 4/5 = 11/10. Die Oktavierung nach oben gilt für alle Werte der linken Hälfte seines Diamanten und ist auf die Skalenbildung mit ebendiesen Proportionen zurückzuführen, die Partch unternahm. So stehen auf den Tasten seines „Chromelodeons“, welches in reinster Form die gewünschten Tonhöhen zu spielen vermag, in allen Oktavlagen die Proportionen des Diamanten und aller weiteren hinzugefügten Intervalle als Zahlen aufgemalt!
Die im „Tonalitäts-Diamanten“ angegebenen Intervalle können in unserer Notenschrift nur schwer wiedergegeben werden, da viele Töne stark von der Temperierung abweichen. Wenn wir im folgenden Versuch ausgehen von einer quintenreinen Notendarstellung (die reine Quinte 3/2 ist nur um ca. 2 Cent höher als die temperierte), müssen Terzen, Septen und der 11. Naturton indiziert werden, um Partchs System mit unseren Noten anzudeuten. Die „Otonality“ auf G sieht dann im 1. Transkriptionsbeispiel folgendermaßen aus:
Die gegenläufige Diagonale von rechts unten nach links oben, die „Utonality“, ist die exakte Umkehrung der „Otonality“ und liest sich in dem 2. Transkriptionsbeispiel folgendermaßen (wir benutzen die Proportionszahlen aus Partchs Diamanten der Übersichtlichkeit halber; eigentlich müssten wir statt 16/9 besser 8/9 schreiben als Umkehrung von 9/8; Partch tat dies jedoch auch nicht, da einmal gewählte Proportionen für ihn jeweils eine Tonhöhe in allen Oktavlagen signalisierten):
Als Klangbeispiel folgt 1. „Otonality“ auf G, 2. „Utonality“ unter G, 3. Einige Wechsel von O- und U-Tonalities mit mikrotonalen Schattierungen
Partch O- und Utonalityⓘ
Alle parallelen Diagonalen erzeugen entweder Otonalities oder Utonalities auf jeweils anderen Transpositionsstufen. Dies können wir uns in einer 3. Transkription anschaulich machen, die zunächst Partchs „Primary Tonalities“ transkribiert (das sind jene aus dem „Tonalitäts-Diamanten“) und dann seine „Secondary Tonalities“ hinzufügt, sowie des Weiteren noch einzelne reine Quinten: Diese hat Partch vor allem eingefügt, um eine ausgeglichene mikrotonale Skala zu bekommen.
Die Kombinationen der Indizes sind nötig, um die reinen Intervallverhältnisse der 5., 7. und 11. Naturtöne auch bei Tönen anzudeuten, die bereits von diesen Naturtonverhältnissen abgeleitet sind. Als Beispiel diene die Kombination tief-7 mit hoch-5: Die tiefgestellte 7 meint, dass es sich hier um eine Natursept handelt, also um ein Intervall 7/4 (ca.1/6ton tiefer). Und die gleichzeitig erscheinende hochgestellte 5 weist darauf hin, dass ein 4/5-Intervall der Ausgangspunkt dieser Natursept ist (ca. 1/12ton höher). Insgesamt wird dieser Ton in der Kombination der Indizes ca. 1/12ton tiefer stehen. Eine 11 hochgestellt bringt ca. 1/4ton nach oben, eine tiefgestellte 11 ca. 1/4ton nach unten.

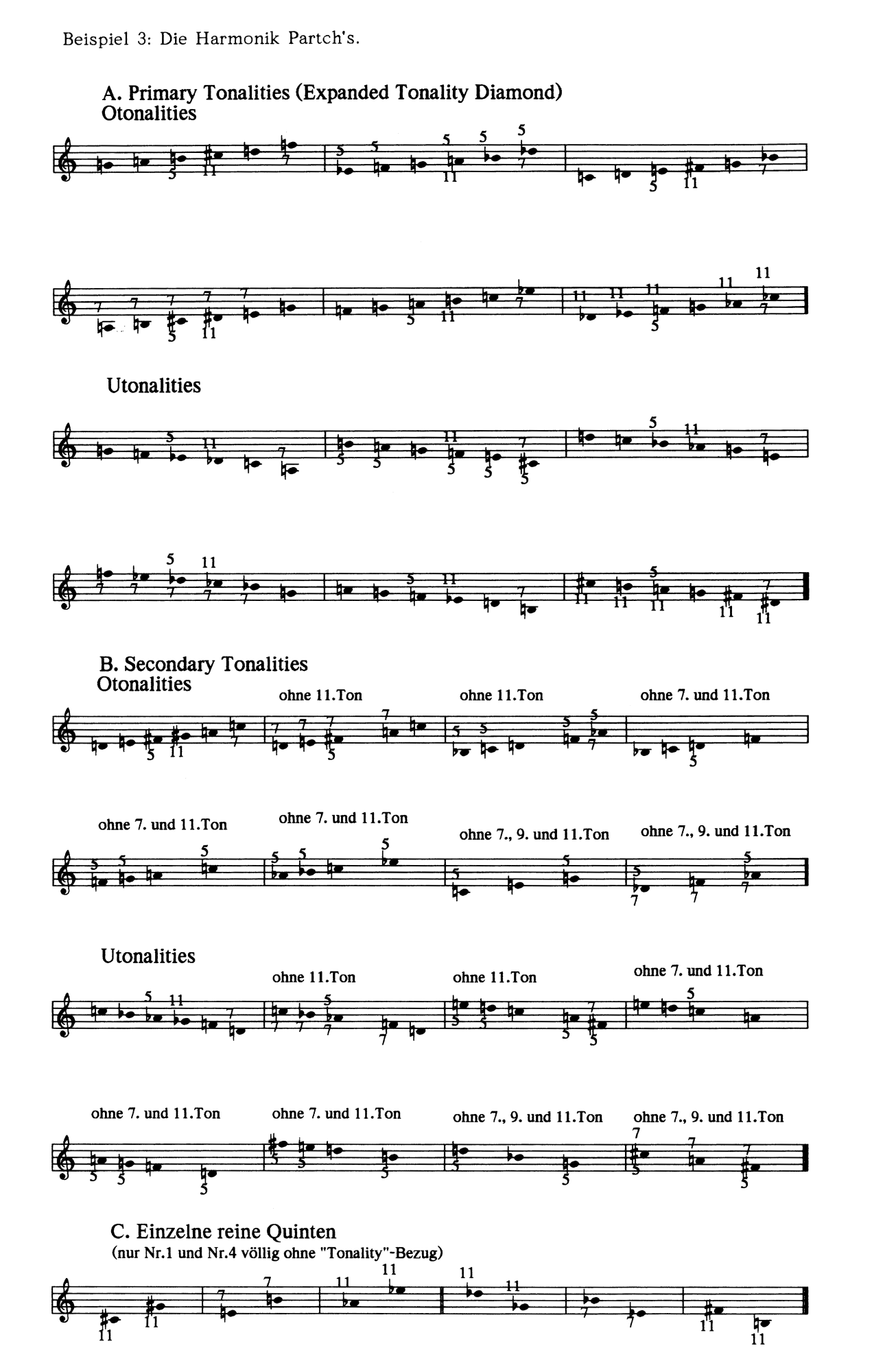
Harry Partch: 3. Transkription aller 43 Töne des Partch’schen Systems

Der gesamte 43-Tonvorrat von Partch wurde vom Komponisten gern in linearer Form verwendet, auf seinen Kitharas oder Canons gern in Arpeggioform. Die Transkription als Skala folgt im 4. Beispiel:

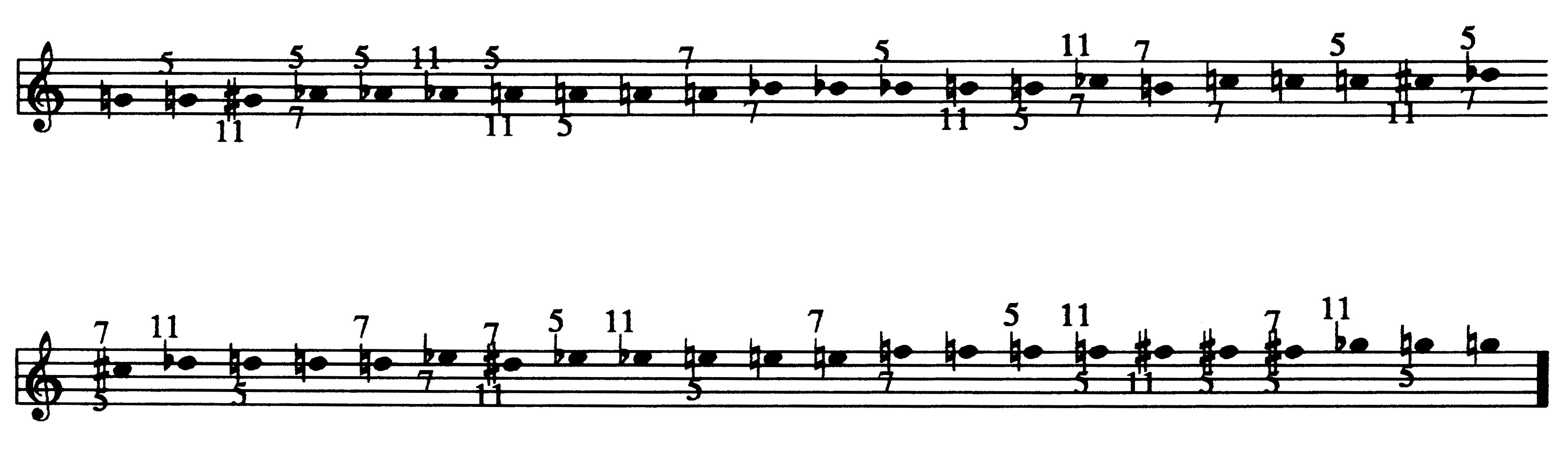
Harry Partch: 4. Transkription aller 43 Töne des Partch'schen Systems als Skala

Der „11-Limit“-Diamant mit dessen „Primary Tonalities“ ist anschaulich auf der „Diamond Marimba“ Partchs verkörpert, einem Perkussionsinstrument, wo die Lamellen gemäß dem Tonalitätsdiamanten angeordnet sind, allerdings in einer anderen Reihenfolge: in Terz-Schichtung.

### 5-limit
|     |     | 3/2 |     |     |  |
|     | 5/4 |     | 6/5 |     |  |
| 1/1 |     | 1/1 |     | 1/1 |  |
|     | 8/5 |     | 5/3 |     |  |
|     |     | 4/3 |     |     |  |

### 7-limit
|     |     |     | 7/4 |      |      |     |
|     |     | 3/2 |     | 7/5  |      |     |
|     | 5/4 |     | 6/5 |      | 7/6  |     |
| 1/1 |     | 1/1 |     | 1/1  |      | 1/1 |
|     | 8/5 |     | 5/3 |      | 12/7 |     |
|     |     | 4/3 |     | 10/7 |      |     |
|     |     |     | 8/7 |      |      |     |

### 15-limit
|     |      |     |       |       |       |       | 15/8  |       |       |       |       |       |       |     |
|     |      |     |       |       |       | 7/4   |       | 5/3   |       |       |       |       |       |     |
|     |      |     |       |       | 13/8  |       | 14/9  |       | 3/2   |       |       |       |       |     |
|     |      |     |       | 3/2   |       | 13/9  |       | 7/5   |       | 15/11 |       |       |       |     |
|     |      |     | 11/8  |       | 4/3   |       | 13/10 |       | 14/11 |       | 5/4   |       |       |     |
|     |      | 5/4 |       | 11/9  |       | 6/5   |       | 13/11 |       | 7/6   |       | 15/13 |       |     |
|     | 9/8  |     | 10/9  |       | 11/10 |       | 12/11 |       | 13/12 |       | 14/13 |       | 15/14 |     |
| 1/1 |      | 1/1 |       | 1/1   |       | 1/1   |       | 1/1   |       | 1/1   |       | 1/1   |       | 1/1 |
|     | 16/9 |     | 9/5   |       | 20/11 |       | 11/6  |       | 24/13 |       | 13/7  |       | 28/15 |     |
|     |      | 8/5 |       | 18/11 |       | 5/3   |       | 22/13 |       | 12/7  |       | 26/15 |       |     |
|     |      |     | 16/11 |       | 3/2   |       | 20/13 |       | 11/7  |       | 8/5   |       |       |     |
|     |      |     |       | 4/3   |       | 18/13 |       | 10/7  |       | 22/15 |       |       |       |     |
|     |      |     |       |       | 16/13 |       | 9/7   |       | 4/3   |       |       |       |       |     |
|     |      |     |       |       |       | 8/7   |       | 6/5   |       |       |       |       |       |     |
|     |      |     |       |       |       |       | 16/15 |       |       |       |       |       |       |     |